# Вайт-Оук (Меріленд)
Вайт-Оук (англ. White Oak) — переписна місцевість (CDP) в США, в окрузі Монтгомері штату Меріленд. Населення — 16 347 осіб (2020).

## Географія
Вайт-Оук розташований за координатами 39°2′36″ пн. ш. 76°59′28″ зх. д. / 39.04333° пн. ш. 76.99111° зх. д. (39.043258, -76.991093).  За даними Бюро перепису населення США в 2010 році переписна місцевість мала площу 9,79 км², з яких 9,79 км² — суходіл та 0,00 км² — водойми.

## Демографія
Згідно з переписом 2010 року, у переписній місцевості мешкали 17 403 особи в 6520 домогосподарствах у складі 4227 родин. Густота населення становила 1778 осіб/км².  Було 6865 помешкань (701/км²).
Расовий склад населення:
| - 49,4 % — чорних або афроамериканців - 27,7 % — білих - 8,9 % — азіатів - 0,4 % — корінних американців - 0,1 % — вихідців з тихоокеанських островів - 9,1 % — осіб інших рас |

До двох чи більше рас належало 4,5 %. Частка іспаномовних становила 18,4 % від усіх жителів.
За віковим діапазоном населення розподілялося таким чином: 25,5 % — особи молодші 18 років, 66,7 % — особи у віці 18—64 років, 7,8 % — особи у віці 65 років та старші. Медіана віку мешканця становила 33,1 року. На 100 осіб жіночої статі у переписній місцевості припадало 87,7 чоловіків;  на 100 жінок у віці від 18 років та старших — 82,4 чоловіків також старших 18 років.
Середній дохід на одне домашнє господарство  становив 85 952 долари США (медіана — 64 973), а середній дохід на одну сім'ю — 88 838 доларів (медіана — 68 790). Медіана доходів становила 54 152 долари для чоловіків та 42 235 доларів для жінок. За межею бідності перебувало 10,8 % осіб, у тому числі 14,6 % дітей у віці до 18 років та 7,0 % осіб у віці 65 років та старших.
Цивільне працевлаштоване населення становило 9769 осіб. Основні галузі зайнятості: освіта, охорона здоров'я та соціальна допомога — 25,9 %, науковці, спеціалісти, менеджери — 18,0 %, публічна адміністрація — 11,7 %, роздрібна торгівля — 7,6 %.